# 조엘 로뷔숑

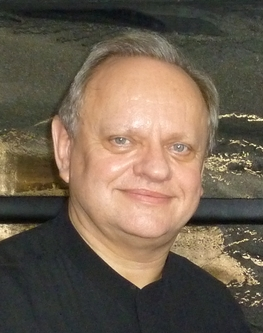
조엘 로뷔숑

조엘 로뷔숑(Joël Robuchon, 1945년 4월 7일 ~ 2018년 8월 6일)은 프랑스의 셰프이자 식당 운영자이다. 1989년 Gault Millau 가이드에 의해 이 세기의 셰프(Chef of the Century)라는 별칭을 얻었다. 1976년 요리 부문에서 프랑스 최고의 노동자(Meilleur Ouvrier de France)상을 수상했다. 여러 요리책을 출판했으며 그 중 2권이 영어로 번역되었다. 방콕, 홍콩, 라스베이거스, 런던, 마카오, 모나코, 몬트리올, 파리, 상하이, 싱가포르, 타이페이, 도쿄, 뉴욕시에 식당을 운영하였다. 그의 식당들은 좋은 평가를 받아 2016년 기준 그 중 32개의 미쉐린 가이드 별을 받았다.